# Добин, Гирш Израйлевич
Гирш Изра́йлевич До́бин (также Григорий Израилович; 1905—2001) — еврейский писатель, журналист.

## Биография
Родился 10 июня 1905 года в Жлобине в Белоруссии.
Работать начал с пятнадцатилетнего возраста. В юности много читал. Хотя никакого образования у Добина не было, он систематически занимался самообразованием, в чём большую роль сыграл учитель еврейской школы. К началу литературной деятельности работал на обувной фабрике в Харькове.
Первый рассказ Добина «Ханке» — был опубликован в 1928 году в Харьковской еврейской газете, а в 1931 году вышел первый сборник рассказов «Вокруг мельницы» («Арум а мил»). В 1932 году Добин уезжает в Биробиджан. Там он работает в газете «Биробиджанер штерн», в радиокомитете.
10 июля 1938 года Добина арестовали и обвинили в том, что он японский шпион, за что он отсидел в Биробиджане за решеткой 18 месяцев, а затем его отправили в хабаровскую тюрьму. Освободили Добина в марте 1940 года, после ареста главного чекиста Ежова. Добин с семьей возвращается жить и работать в Белоруссию. В Минске ему предложили работать собкором в идишской газете «Октобер» в Белостоке.
Война застала Добина в редакционной командировке в Волковыске. Пытаясь выбраться с оккупированной немцами территории, он к началу июля попал в оккупированный немцами Минск, в гетто. Был членом подпольной партийной организации Минского гетто. С 14 марта 1942 года по 16 июля 1944 года Добин был бойцом партизанского отряда «Мститель» партизанской бригады «Народные мстители» им. В. Т. Воронянского, действовавшей в Минской области, вместе с Хаимом Александровичем редактировал партизанский журнал. После освобождения Минской области и расформирования партизанской бригады был направлен ЦК партии Белоруссии в распоряжение Союза писателей СССР в Москву. 8 декабря 1944 года был мобилизован в ряды Красной Армии и служил бойцом Военно-заградительной этапной комендатуры № 40 до демобилизации 6 августа 1945 года.
Член Союза писателей СССР с 1934 года, Член союза писателей Израиля с 1992 года. До войны Добин издал сборники рассказов на еврейском языке «Вокруг мельницы» («Арум а мил», 1931), «У Амура» («Бам Амур», 1935), «Меж ульев» («Цвишн бинштокн», 1941). Вошедшие в них рассказы были посвящены индустриализации страны в годы первых пятилеток, созданию Еврейской автономной области. Основной темой вышедших в послевоенные годы сборника рассказов «На белорусской земле» («Аф дер вайсрусишер эрд», 1947), сборника «Рассказы» (1956) и романа «Сила жизни» (1965) на русском языке и в 1969 году — на идиш, а также сборников «В потоке времени» (1976) и «Рассказы» (1977) стало изображение партизанской борьбы с фашистскими захватчиками в годы Великой Отечественной войны, героизма узников гетто. Произведения Гирша Добина публиковались в журнале «Советиш геймланд», а также в зарубежной еврейской прессе. В 1983 году увидела свет его книга на идиш «Эрдише вегн» («Пути земные») в издательстве «Советский писатель», г. Москва.
В Израиль Гирш Израйлевич Добин приехал в октябре 1992 года в возрасте 87 лет. Поселился в Ришон ле-Ционе, продолжал работать, печататься на мамэ-лошн и в переводах на русский язык.
Умер Гирш Добин 13 июня 2001 года в возрасте 96 лет и похоронен в г. Ришон ле-Цион.
Отец журналиста, переводчика и поэта — Владимира Добина.

## Награды и звания
- Награждён орденами «Красной звезды», «Отечественной войны II степени».
- Медали «Партизану Отечественной войны» I степени, «За победу над Германией», «20 лет победы в Великой Отечественной войне 1941-1945 гг., «30 лет победы в Великой Отечественной войне 1941-1945 гг., «40 лет победы в Великой Отечественной войне 1941-1945 гг., «50 лет победы в Великой Отечественной войне 1941-1945 гг., «70 лет Вооруженных сил СССР», «Медалью Жукова», знаком «Фронтовик 1941-1945».
- Также имеет израильские награды за победу над нацизмом.

## Произведения
- У мельницы (Цвишн бинштокн), 1931
- У Амура (Бам Амур), 1935
- Меж ульев. М., 1941[4]
- На белорусской земле. М., 1947[5]
- Рассказы. М., 1956
- Сила жизни: Роман и рассказы. М., 1965 (Роман о борьбе узников минского гетто с фашистскими захватчиками)[6]
- В потоке времени: Повести и рассказы. М., 1976[7]
- Рассказы. М., 1977
- Пути земные. М., 1983[8]